# Война Аугсбургской лиги
Война Аугсбургской лиги (фр. Guerre de la Ligue d'Augsbourg, нем. Krieg der Augsburger Allianz, нидерл. Oorlog tegen de Liga van Augsburg, исп. Guerra de la Liga de Augsburgo; Война Большого альянса, фр. Guerre de la Grande Alliance, нем. Krieg der Großen Allianz, нидерл. Oorlog van de Grote Alliantie, исп. Guerra de la Gran Alianza; Девятилетняя война, фр. Guerre de Neuf Ans, нем. Neunjähriger Krieg, нидерл. Negenjarige Oorlog, исп. Guerra de los Nueve Años, англ. Nine Years' War; Война за пфальцское наследство, фр. Guerre de la Succession palatine, нем. Pfälzische Erbfolgekrieg, нидерл. Paltische Successieoorlog, исп. Guerra del Palatinado; Война за английское наследство, фр. Guerre de Succession d'Angleterre, нидерл. Engelse Successieoorlog; Орлеанская война, нем. Orléansscher Krieg), Пфальцская война, Война Франции против Аугсбургской коалиции — война между Францией и Аугсбургской лигой (Великим альянсом) в 1688—1697 годах.
Война проходила не только в континентальной Европе, но и в Северной Америке (Война короля Вильгельма), а также в Ирландии (Война двух королей), Шотландии (Якобитское восстание в 1689—1692 годах) и Гвиане (стычки французов с голландцами и бранденбуржцами).

## Предыстория
В 1685 году умер пфальцский курфюрст Карл II из династии Виттельсбахов. Его сестра Лизелотта была замужем за герцогом Орлеанским, братом французского короля Людовика XIV, который, успешно окончив в 1679 году Нимвегенским миром Голландскую войну, приобрёл ещё больше могущества, каковое он продолжал направлять на усиление Франции во вред соседним державам. Смерть курфюрста дала основание Бурбонам претендовать на большую часть Курпфальца, хотя в своё время при заключении брачного контракта Лизелотта отказалась от притязаний на эти земли.
Под предлогом защиты интересов герцогини Орлеанской Людовик приказал дофину с 80-тысячной армией перейти Рейн. Ввиду того, что этот шаг подвергал опасности немецкие земли и приводил к усилению Франции в Центральной Европе, принц Вильгельм Оранский, самый непримиримый противник Людовика, образовал 9 июля 1686 года Аугсбургскую лигу, к которой примкнули император и важнейшие немецкие князья и области, а также Испания и Швеция. Союзники требовали передать курфюршество следующему по старшинству пфальцграфу из числа Виттельсбахов — Филиппу Вильгельму Нойбургскому.
Тем временем Людовик, желая нанести удар первым, вмешался в споры, возникшие при выборе кёльнского архиепископа, и без объявления войны начал военные действия.

## Ход войны

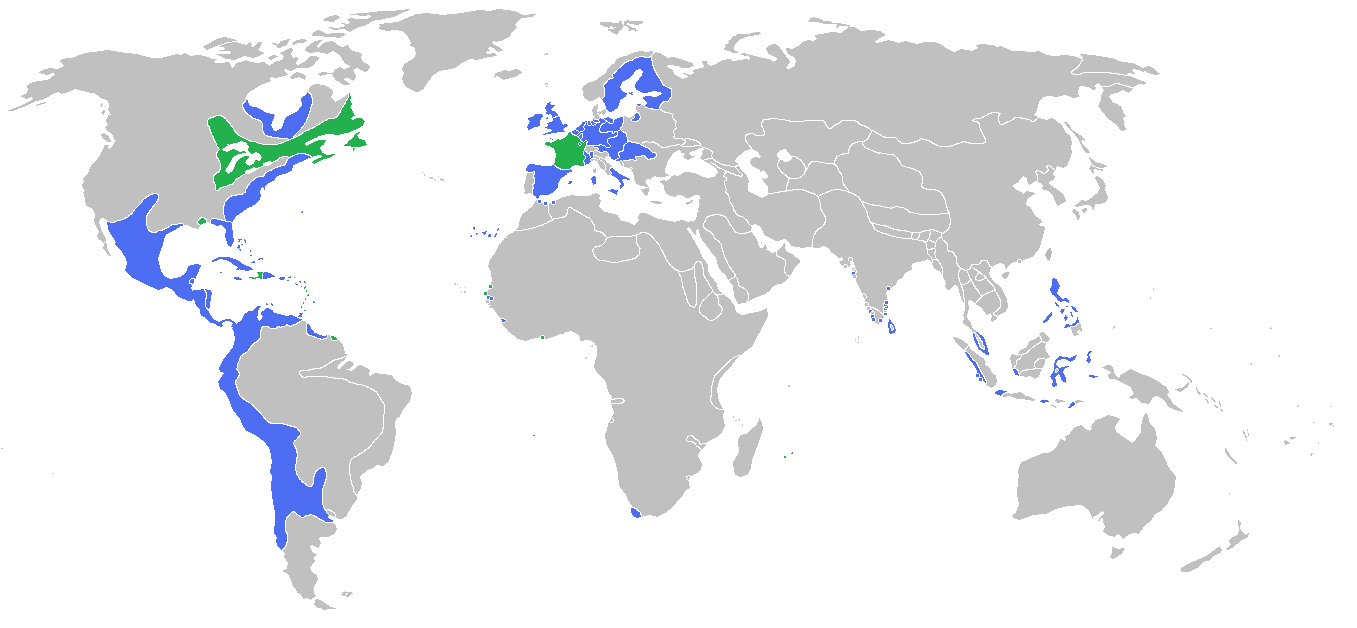
Участники войны Аугсбургской лиги. Синим цветом показаны члены Аугсбургской лиги, зелёным — Франция

В сентябре 1688 года Людовик XIV решился ввести свои войска в Пфальц. Небольшой корпус Буффлера без серьёзного сопротивления занял в сентябре 1688 года Кайзерслаутерн и Шпайер, в октябре — Нойштадт, Крейцнах, Вормс, Оппенгейм, Бинген, Майнц, Трир, Бонн, Нейсс и Кайзерсверт. Только Кобленц и Эренбрейтштейн отказались подчиниться, и Буффлеру пришлось ограничиться их бомбардированием. Дофин Людовик и Вобан с 30 000 человек 27 сентября 1688 года осадили Филиппсбург и 30 октября заняли его. Гейдельберг сдался 24 октября, Маннгейм 11 ноября. Передовые французские отряды доходили до Штутгарта и Аугсбурга.
На Нидерландском театре, где почти не было испанских войск, Людовик ограничился небольшим корпусом маршала Юмьера, который должен был овладеть крепостями на Маасе — Динаном и Юи. Все остальные французские силы, по плану Людовика и его военного министра Лувуа, предполагалось направить для нанесения главного удара в Германии. Однако скоро обнаружилось, что этот план ошибочен, так как голландский штатгальтер Вильгельм III Оранский получил возможность беспрепятственно высадиться со своей армией в Англии для свержения с престола дружественного французам короля Якова II. После высадки Вильгельма в Англии 15 ноября 1688 года Яков бежал к Людовику, который в связи с этим и начал боевые действия против Англии и Голландии.
Начиная боевые действия, король-солнце делал ставку на то, что австрийцы увязли в войне с турками, а Вильгельм Оранский будет занят борьбой со Стюартами в Англии. Однако его расчёт не оправдался — после победы при Мохаче Габсбурги быстро завершили боевые действия на востоке и стали перебрасывать свои силы на запад, а Вильгельм почти бескровно завладел коронами Англии и Шотландии в ходе Славной революции.
В 1689 году благодаря стараниям принца Оранского цепь враждебных государств, окружавшая Людовика XIV, стала ещё полнее. Европейские державы, кроме России, Польши, Португалии и Турции, примкнули к лиге, вследствие чего последняя получила название Великого Союза. Тем не менее Людовик не падал духом и выставил 3 армии: на правом фланге, на Рейне, опираясь на Филипсбург и Майнц; на Мозеле и Маасе, опираясь на Мон-Рояль и Люксембург, стоял Буфлер; на левом фланге во Фландрии — Юмьер и резервный корпус Бюсси в Лотарингии должен был поддерживать дальнейшие операции.
Союзники противопоставили Людовику также 3 армии: на правом фланге в Нидерландах — принц Вальден с голландскими, испанскими и немецкими войсками, бывшими на жаловании у голландцев; в центре, на нижнем Рейне, курфюрст Фридрих III Бранденбургский с бранденбургскими, мюнстерскими и голландскими войсками, с целью вытеснить неприятеля с нижнего Рейна; на левом фланге, на верхнем Рейне, курфюрст баварский Максимилиан II и герцог Карл V Лотарингский с императорскими и имперскими войсками, с целью прикрыть Швабию и Франконию и для овладения завоеванными французами городами, особенно Майнцем.
Лувуа полагал, что разорение широкой приграничной полосы является лучшей защитой против нападения, и французские генералы получили соответствующие указания для опустошения Пфальца. В частности, французы захватили и взорвали замок Вахтенбург и одновременно безжалостно разрушили лежащий под ним город Вахенхайм. Эти варварства увеличили раздражение союзников. 14 февраля последовало объявление войны. Войска союза устремились к Рейну и вынудили французов оставить правый берег, заняв Кёльн, Трир и Люттих и разбив маршала Юмьера близ Валькура; герцог Лотарингский овладел Майнцем и Бонном. В апреле начала военные действия Испания, в июне — Англия. Тем не менее французский флот в июле одержал победу над англо-голландским, а 1 июля маршал Люксембург разбил армию союзников у Флерюса.

Вильгельм Оранский в это время был занят усмирением восстания в Ирландии и спорами с голландскими генеральными штатами. Франция организовала экспедицию в Ирландию для поддержки антианглийского восстания, однако битва на реке Бойн (1690) быстро развеяла иллюзии французов относительно возможности английского нейтралитета в континентальной кампании. 

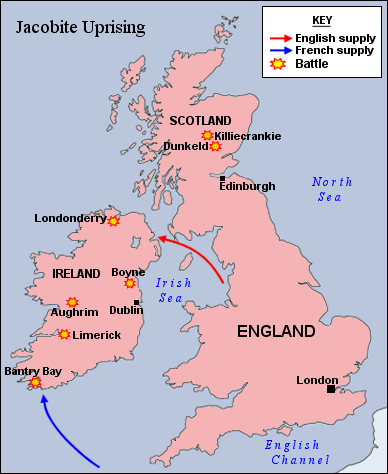
Восстания якобитов на Британских островах 1689–1691 гг.

Вместе с тем разорения и бесчинства, учинённые французами в Пфальце, переполошили мелких немецких князей, решивших, что их области станут следующей мишенью французов. 
1690 год прошёл на Рейне и в Германии сравнительно спокойно. В конце года Вильгельм созвал в Гааге конгресс уполномоченных всех государств, входящих в Великий Союз. Решено было выставить против Франции ещё 220 тысяч. Но прежде чем они были собраны, маршал Буфлер осадил Монс. Вильгельм двинулся для его освобождения, но Монс пал в апреле 1691 года. Несколько позже французы намеревались овладеть Люттихом; Вильгельм хотя и воспрепятствовал этому, но не смог вынудить их принять сражение, и кампания окончилась незначительной битвой при Лезе, в которой был разбит арьергард союзников, принца Вальдекского. Что же касается действий на Рейне, то немецкие войска, предводимые, после смерти герцога Лотарингского, курфюрстами Баварским и Саксонским, бездействовали и не были даже в состоянии воспрепятствовать французам снова опустошить Пфальц и сжечь Гейдельберг.
Боевые действия в Испанских Нидерландах и на севере Италии носили изматывающий характер и состояли из изнурительных манёвров, разбавленных затяжными, тщательно подготовленными осадами. В июне 1692 года маршалы Люксембург и Вобан овладели Намюром и одержали 3 августа победу при Стеенкеркене, севернее Монса. В этих условиях важнейшая роль принадлежала не столько полководцам, сколько искусству военных инженеров вроде Вобана и Кугорна. Одновременно французский флот, хотя он и был больше объединённого флота Англии и Голландии, понёс ряд чувствительных поражений (в том числе у мыса Барфлёр 29 мая 1692 года).

Военные действия во время войны короля Вильгельма в Северной Америке.

В начале 1693 года велись лишь морские операции, удачные для Франции, что же касается сухопутных, то Вильгельм 29 июля проиграл важное сражение при Неервиндене, не смог вторгнуться во Фландрию и успел только взять Юи. На Рейне из-за недостатка денежных средств и несогласия германских князей продолжалось прежнее бездействие.
В 1694 году начались было мирные переговоры, но безуспешно, после чего Вильгельм счёл необходимым ослабить Людовика для водворения спокойствия в Западной Европе. Французские каперы, начавшие свою деятельность в 1691 году под начальством Жана Бара, продолжали вредить голландской торговле. Сухопутные действия шли вяло. В Германии маркграф Баденский Людвиг Вильгельм был вынужден перейти к обороне; хотя французы и не смогли овладеть его позициями, но и союзники не были в состоянии прочно утвердиться в Эльзасе. Главные силы обеих сторон находились в Нидерландах, где французскими войсками командовали дофин Людовик и Люксембург, а союзными — Вильгельм Оранский; последний собрал войска на реке Диль и намеревался направить удар на французов, которые укрепились между Шельдой и Лисом, с целью затем двинуться для осады Дюнкерка; однако вследствие передвижения французских войск планы Вильгельма были нарушены. В июне 1694 года англичане атаковали главную военно-морскую базу Франции — Брест, но высаженный десант был разбит французами. Наиболее даровитый из французских полководцев, Люксембург, умер, на его место заступил Вильруа. 
Летом 1695 года союзники осадили и взяли Намюр на виду у французской армии маршала Вильруа, но последний овладел Динаном и бомбардировал Брюссель. Англо-голландский флот ответил бомбардированием нескольких французских портов. Людовик был утомлен войною, которая оставалась безрезультатной, финансы истощились, лучшие генералы умерли, в том числе Лувуа (1691 год); он вторично предложил мир, но напрасно. Военные действия в Нидерландах и на Рейне продолжались в 1696 и 1697 годах, но велись так вяло, что, кроме захватов магазинов, не было ни одного серьёзного предприятия. Союзные флоты опустошали берега Франции, каперы последней вредили торговле союзников.

### Действия в Северной Италии
Более успешно французы вели военные действия в Италии и на границах Испании. В Италии маршал Катина командовал слабыми французскими силами (18 000 человек), вследствие чего герцог Савойский Виктор Амадей II, пользуясь пересеченной местностью Пьемонта и выгодными оборонительными позициями, мог надеяться здесь на успех. Не имея ни опыта, ни военных способностей, герцог тем не менее решил действовать наступательно. Двинувшись в 1690 году от Турина к реке По, он перешёл её и вступил с французами в сражение при монастыре Стаффарде. Катина одержал полную победу, овладел крепостью Сузою и занял Савойю.
В 1691 году маршал Катина осаждал крепости Виллафранку, Ниццу, Кони и др., но принц Евгений прибыл на помощь и заставил французов отступить за реку По.
В 1692 году герцог Савойский, усилив армию союзниками до 50 000, вторгнулся во французскую область Дофине, взял Амбрён, сжёг несколько городов и перешел обратно за Альпы.
В 1693 году он осадил город Пиньероль, но прибытие маршала Катина заставило его отступить. При Марсилльи он был вынужден вступить в сражение. Катина атаковал его сначала с фронта, а затем ударом в левый фланг решил исход сражения в свою пользу. После этого в Италии до конца войны не произошло ничего важного. Потеряв надежду на победу в решающем сражении, Людовик открыл сепаратные переговоры с савойцами, которые завершились в июне 1696 года мирным договором.

### Действия в Испании
В Испании, — в Каталонии и в Пиренеях, — хотя военные действия также не отличались решительностью, но склонялись в пользу французов. Наконец общее изнеможение побудило обе стороны собраться на конгресс в Рейсвейке. Людовик удовлетворил Нидерланды уступкою нескольких крепостей; Англию — обещанием признать Вильгельма её королём, императора Леопольда — возвращением Фрейбурга и Бризаха, вместо Страсбурга, а для устрашения Испании приказал герцогу Вандому действовать решительнее в Каталонии. Вандом осадил Барселону, разбил испанцев, двинувшихся на её освобождение, и 27 августа 1697 года занял город. Карл II поспешил согласиться на все требования Людовика.

### Североамериканский фронт
На территории Северной Америки военные действия велись в 1689—1697 годах между Англией, которой в то время правил король Вильгельм III Оранский, и Францией. В англоязычной литературе американская часть Войны за пфальцское наследство получила название Войны короля Вильгельма (в честь правившего в то время короля Вильгельма III Оранского).
В боевые действия были вовлечены французские поселенцы Канады и британские колонисты Новой Англии, а также их индейские союзники. Индейцы в целом поддерживали французов. Война состояла из кровопролитных и малорезультативных рейдов французских и английских колонистов, боровшихся главным образом за контроль над пушной торговлей с индейцами и районами рыболовства вокруг Акадии (ныне Новая Шотландия) и Ньюфаундленда.
Англичане захватили Порт-Ройял в Акадии, но им не удалось взять Квебек. Французы под командованием графа Фронтенака успешно действовали в сражении при Скенектади близ Нью-Йорка, но не смогли овладеть Бостоном.

### Война на море
В июле 1690 года французский флот одержал победу над англо-голландским при Бичи-Хед.
В июне 1691 года французская эскадра под командованием Турвиля вышла в море для захвата каравана английских торговых судов, шедшего из Смирны. Этот караван захватить не удалось, но главные англо-голландские силы были в продолжение двух месяцев отвлечены, и французские каперы могли свободно действовать в Ла-Манше и Северном море, так как выделенная для борьбы с ними эскадра оказалась не в состоянии за ними уследить. 
В мае 1692 года сражение с французами при Ла-Хог закончилось полной победой английского флота.
После поражения французского флота при Ла-Хог в 1692 году регулярный флот Франции стал широко использоваться для нападения на торговые суда противников. Действовали также французские каперы, самым известным из которых был Жан Бар. В свою очередь, для английского флота главными стали конвойные операции и охота на каперов.
В июне 1693 года французский флот нанёс поражение англо-голландской эскадре в битве при Лагуше.
В июне 1696 года французская эскадра под командованием Жана Бара успешно атаковала большой голландский конвой у Доггер-Банки.
В мае 1697 года французская морская экспедиция, действовавшая против испанской Картахены в Южной Америке, увенчалась успехом.
За 1691—97 годы французы захватили около 4000 торговых судов противников, и хотя около половины этих судов было отобрано у них обратно, но всё-таки это был такой убыток, который имел свое влияние на склонение противников к миру. Однако когда англо-голландские союзники обратились к борьбе с французскими каперами, то многие из них были переловлены, другие заблокированы, и торговля союзников вновь оправилась, тогда как французская морская торговля была совсем уничтожена, а противодействовать французы этому не могли, т. к. сильного флота у них уже не было.

## Результаты

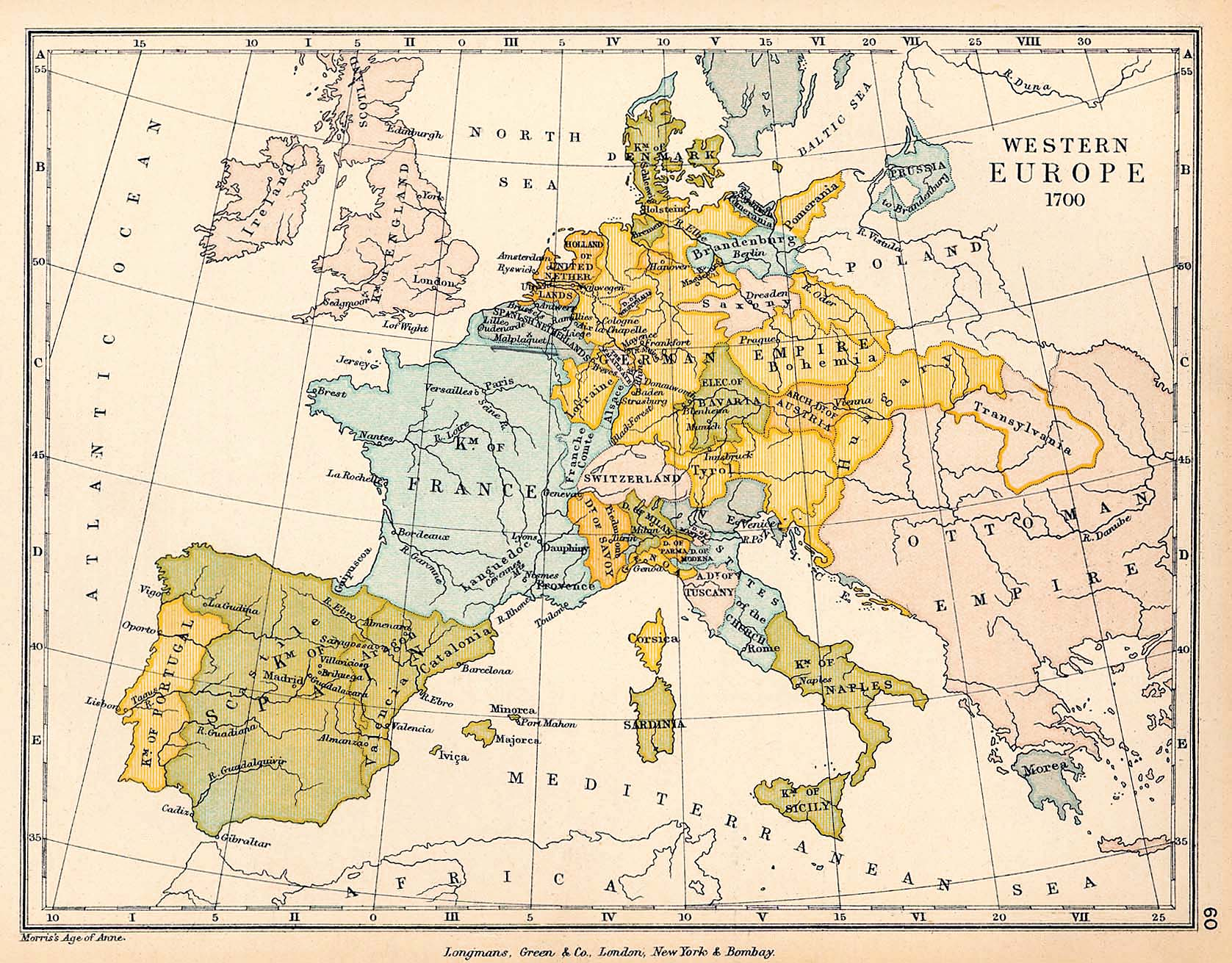
Карта Европы по Рейсвейкскому мирному договору. Такие границы сохранялись до Войны за испанское наследство (1701—1714)

После выхода из войны савойцев остальные члены Большого альянса согласились сесть за стол переговоров. В сентябре 1697 года был подписан Рейсвейкский мирный договор. По его условиям Людовик XIV сохранял за собой Нижний Эльзас и Страсбург, которые переходили в вечное владение Франции вместо 20 лет, которые были установлены Регенсбургским миром 1684 г. Также королю Франции возвращались Пондичерри и Акадия, Сан-Доминго было признано официально его владением. Возвратив Лотарингию её законному владельцу, король Франции сохранил за собой крепости Лонгви и Саарлуи, плюс к этому — право прохода для своих войск. Франция возвращала империи Филипсбург, Кёль и Бриз, а также признала Вильгельма III королем Англии. Франция одержала пиррову победу, и баланс 1697 года остался положительным для неё. Вместе с тем вопрос о наследовании испанского престола не был решён. Всего через 4 года боевые действия между старыми противниками возобновились в форме Войны за испанское наследство.

## Выводы
Данная война отражает в себе особенности тогдашнего военного искусства и господствовавших взглядов на ведение войны. Магазинная система довольствия войск, связывавшая инициативу и свободу действий полководца, не давала возможности стремиться к уничтожению живой силы неприятеля; необходимым следствием новой системы продовольствия явилась незначительность задач и ограниченность целей, сводившихся к занятию пограничных областей, к захвату неприятельских магазинов и к овладению крепостями. Верхом искусства почитались действия на сообщениях; война сводилась к маневрам. Не стремясь к решительным действиям, не достигали и решительных результатов; войны тянулись годами, бесполезно истощая средства страны.